# Manuel Moreno Rodríguez
Manuel Moreno Rodríguez soprannominato Manolín (Cordova, 1º gennaio 1928 – ...) è stato un calciatore spagnolo, di ruolo attaccante.

## Carriera
Ha militato nell'Atlético Tetuán nella stagione in cui la formazione marocchina giocava in Primera División, massima serie del campionato spagnolo. In quella stagione, conclusasi con la retrocessione della squadra, ha collezionato 12 presenze, mettendo a segno 6 reti.